# Charles Luraud
Charles Luraud, né le 21 juin 1914, est un rameur d'aviron français.

## Carrière
Charles Luraud remporte la médaille d'or en huit aux Championnats d'Europe d'aviron 1931 à Paris et la médaille de bronze en quatre de pointe aux Championnats d'Europe d'aviron 1934 à Lucerne.